# هدف ثابت
هدف ثابت (به انگلیسی: Sitting Target)  یک فیلم سینمایی بریتانیایی به کارگردانی داگلاس هیکاکس محصول سال ۱۹۷۲ است. بازیگران اصلی فیلم الیور رید، ایان مک‌شین و جیل سنت جان هستند و فیلمنامه براساس رمان سال ۱۹۷۰ نوشته لورنس هندرسون ساخته شده‌است.

## داستان
هری لومارت و بردی ویلیامز محکومینی هستند که قصد یک فرار جدی را از زندان دارند. قبل از اینکه دو مرد به کشور دیگری فرار کنند، لومارت خبر می‌یابد که همسرش پت با مرد دیگری رابطه داشته و از آن مرد باردار شده‌است. این دو مرد پس از فرار از زندان قصد داشتند پنهان شوند، اما لومارت تصمیم می‌گیرد همسراش و آن مرد را پیدا کند و بکشد. بازرس پلیس، میلتون، مردی است که برای گرفتن این دو محکوم فراری مأمور شده‌است.

## بازیگران
- الیور رید در نقش هری لومارت
- جیل سنت جان در نقش پت لومارت
- ایان مک‌شین در نقش بردی ویلیامز
- ادوارد وودوارد در نقش بازرس میلتون
- فرانک فینلی در نقش Marty Gold
- فردی جونز در نقش مک نیل
- جیل تاونسند در نقش مورین
- رابرت بیتی در نقش فروشنده اسلحه
- تونی بکلی در نقش Soapy Tucker
- مایک پرت در نقش همیار بند زندان
- رابرت راسل در نقش بند اول زندان
- جو کاهیل در نقش بند دوم زندان
- رابرت رمزی در نقش بادیگارد فروشنده اسلحه
- جون براون در نقش همسایه لومارت

## تولید
داگلاس هیکاکس برای کارگردانی در ژوئیه ۱۹۷۱ تأیید شد.  فیلمبرداری در سپتامبر ۱۹۷۱ آغاز شد.

## موسیقی متن
موسیقی متن فیلم توسط استنلی مایرز ساخته شده‌است.